# Li Wej-chan
Li Wej-chan (čínsky pchin-jinem Lǐ Wéihàn, znaky zjednodušené 李维汉, tradiční 李維漢; 2. června 1896 – 11. srpna 1984) byl čínský komunistický revolucionář a politik, účastník Dlouhého pochodu.

## Život
Pocházel z Čchang-ša v provincii Chu-nan z rodiny venkovské inteligence. Jeho vlastní jméno bylo Li Chou-žu (李厚儒), jeho zdvořilostní jméno Li Che-šeng (李和笙), používal pseudonym Luo Maj (罗迈). Roku 1916 byl přijat na První wuchanskou normální univerzitu. Roku 1919 odjel do Francie, kde se seznámil s marxismem a roku 1922 se s Čou En-lajem a Čao Š’-jenem podílel na založení Komunistické strany čínské mládeže, v jejím vedením měl na starosti organizaci.
Na IV. sjezdu Komunistické strany Číny v lednu 1925 byl zvolen jedním z deseti členů ústředního výboru. Na V. sjezdu v dubnu/květnu 1927 byl znovuzvolen do rozšířeného 31členného ÚV a stal se i členem osmičlenného politbyra. V srpnu 1927 byl zvolen do prozatímního politbyra a jeho stálého výboru a stal se tak jedním z vůdců strany. Když na jaře 1928, po neúspěšných povstáních v Nan-čchangu, podzimní úrody a v Kantonu, většina členů vedení odjela do Moskvy (na VI. sjezd strany), Li Wej-chan a Žen Pi-š’ zůstali v Šanghaji a řídili stranu do návratu vedení v září 1928.
Na VI. sjezdu vypadl z ÚV, koncem 20. let patřil k proponentům Li Li-sanovy politické linie, a v září 1930 byl na třetím zasedání ÚV opět zvolen jeho členem, ale už na následujícím zasedání v lednu 1931 byl z ÚV odvolán a přeložen do Moskvy, kde zůstal do roku 1933.
Roku 1933 se vrátil do Číny a od dubna toho roku působil v centrální sovětské oblasti v Ťiang-si. V březnu 1933 – listopadu 1935 vedl organizační byro ÚV, po založení Stranické školy při ÚV KS Číny se stal jejím prvním ředitelem (1933–1935 a 1937–1938). Od počátku roku 1934 do roku 1941 vedl kontrolní a disciplinární komisi strany jako její tajemník. Na zasedání ÚV v lednu 1934 byl přijat mezi kandidáty ÚV a v lednu 1935 i mezi členy. Účastnil se Dlouhého pochodu. V září 1942 – červnu 1946 byl členem severozápadního byra ÚV a generálním sekretářem vlády pohraniční oblasti Ning-sia. Na VII. sjezdu opět vypadl z ÚV.
Od října 1948 vedl oddělení jednotné fronty ÚV (do prosince 1964). Po založení Čínské lidové republiky na podzim 1949 byl jmenován generálním sekretářem státní administrativní rady ústřední lidové vlády (do září 1953) a současně i celostátního výboru Čínského lidového politického poradního shromáždění (září 1949 – září 1954). Zabýval se také řešením otázek menšinových národností (jako předseda výboru pro národnosti při státní administrativní radě, 1949–1954), podílel se na organizaci kampaní na znárodňování soukromých podniků a organizaci státem řízené ekonomiky. Roku 1954 byl zvolen místopředsedou stálého výboru Všečínského shromáždění lidových zástupců i místopředsedou celostátního výboru Čínského lidového politického poradního shromáždění (obojí do prosince 1964). Na VIII. sjezdu (1956) byl zvolen do ÚV. Aktivně se účastnil kampaně proti pravičákům v letech 1957–1958. V letech 1962–1964 byl obviněn z „kapitulantství v práci na jednotné frontě“, kritizován a nakonec v prosinci 1964 odvolán z funkcí stranických i státních.
Znova se k politické práci dostal po roce 1978, jako podporovatel a stoupenec Teng Siao-pchinga, který využil jeho spolupráce v kampani proti přežitkům „feudalismu“ ve stranické práci. Stal se místopředsedou celostátního výboru Čínského lidového politického poradního shromáždění (červenec 1979 – červen 1983), po XII. sjezdu (1982) byl zvolen místopředsedou ústřední poradní komise KS Číny.
Zemřel v Pekingu 11. srpna 1984.